# Wilson Cunha
José Wilson da Cunha, ou simplesmente Wilson Cunha, (Itabaiana, 10 de agosto de 1951) é um servidor público e político brasileiro, outrora deputado federal por Sergipe.

## Dados biográficos
Filho de Antônio Francisco da Cunha e Joana Perpétua da Cunha. Egresso do serviço público, foi membro do MDB em oposição ao Regime Militar de 1964, mas com a restauração do pluripartidarismo rumou para o PDS elegendo-se vereador em Itabaiana em 1982, mandato renovado via PDT em 1988 e nessa mesma legenda foi eleito deputado estadual em 1990. Sua filiação ao PMDB antecedeu sua eleição para deputado federal em 1994, mas logo depois da posse mudou para o PFL. Poucos antes de assumir a Secretaria Especial de Assuntos Parlamentares a convite do governador Albano Franco, decidiu filiar-se ao PTB. Não disputou a reeleição no pleito seguinte e embora tenha voltado ao PFL nos anos vindouros, não teve mais sucesso nos pleitos que disputou.